# Cayos Vivorillo
Los Cayos Vivorillo son un grupo de islas localizadas en el Banco Vivorillo en aguas del Mar Caribe al este del país centroamericano de Honduras se ubica específicamente al sur de Cayo Cojones y Cayo Caratasca y al noroeste del cayo Cinco Palos y de los Cayos Cocorocuma y Cojones.
A pesar de que se encuentra frente a la costa del Departamento de Gracias a Dios, administrativamente hace parte del departamento de Islas de la Bahía cuyas islas más grandes se encuentra mucho más al oeste.